# Julia Viberg
Julia Viberg, född 8 januari 1992, är en svensk diskuskastare. 

## Karriär
Viberg deltog vid junior-EM i Tallinn, Estland år 2011 men slogs ut i diskuskvalet med 43,94.
Vid U23-EM i Tammerfors kom hon på en trettondeplats med 50,52 m i ett kval där de tolv första gick vidare.
Viberg blev uttagen till EM i Zürich 2014 men blev där utslagen i kvalet med 52,40.
Vid Europamästerskapen i Amsterdam år 2016 deltog Viberg men lyckades inte kvalificera sig till finalen i diskus utan blev åter utslagen i kvalet, denna gång på 52,82.

## Personliga rekord
| Utomhus - Kula – 14,48 (Växjö 6 juni 2009) - Diskus – 57,07 (Austin, Texas USA 28 mars 2015) | Inomhus - Kula – 12,92 (Flagstaff, Arizona USA 25 januari 2014) |